# Banque extraterritoriale
Une banque extraterritoriale, ou banque offshore est une banque située à l'extérieur du pays de résidence du déposant, typiquement dans un pays à faible imposition (ou paradis fiscal) qui fournit des avantages financiers et juridiques. Ces avantages comprennent généralement :
- une plus grande protection de la vie privée (voir aussi le secret bancaire, un principe né avec la Loi de 1934 des banques suisses)
- une imposition faible ou nulle (les paradis fiscaux à savoir)
- un accès facile à des dépôts (au moins en termes de régulation)
- la protection contre l'instabilité politique ou financière locale[1]

Le terme banque offshore provient des îles Anglo-Normandes car elles sont « offshore » du Royaume-Uni c'est-à-dire « en dehors des côtes », « vers le large »). Bien que la plupart des banques offshore soient, à ce jour, situées dans les nations insulaires, le terme est utilisé au sens figuré pour désigner de telles banques indépendamment de leur emplacement. On inclut ainsi dans le terme banques offshore certaines banques suisses et certaines banques d'autres pays enclavés tels que le Luxembourg et Andorre.
Les activités bancaires offshore ont souvent été associées à l'économie souterraine et la criminalité organisée, par le biais de l'évasion fiscale et du blanchiment d'argent. Toutefois, légalement, les activités bancaires offshore ne soustraient pas le contribuable à l'impôt des particuliers sur les intérêts.